# Reserva índia de Turtle Mountain
La reserva índia de Turtle Mountain és al comtat de Rolette, Dakota del Nord, on ocupa 182,5 km². Pertany a la nació anishinaabemowin, i fou creada el 1892 per als membres del grup dirigit per Little Shell. Segons el cens del 1990, hi ha 25.000 apuntats al rol tribal, tot i que la majoria no hi viuen.
El 40% de la reserva és cobert de boscos i hi ha nombroses reserves d'aigua.
Ocupa quatre comunitats: Belcourt, East Dunseith, St. John i Shell Valley.